# Nhoabe albostrigalis
Nhoabe albostrigalis är en fjärilsart som beskrevs av Saalmüller 1879. Nhoabe albostrigalis ingår i släktet Nhoabe och familjen mott. Inga underarter finns listade i Catalogue of Life.